# Danny Nightingale
Danny Nightingale (n. 21 mai 1954, Redruth, Anglia, Regatul Unit) este un sportiv ce a reprezentat Regatul Unit al Marii Britanii și al Irlandei de Nord, medaliat olimpic. A participat la 2 ediții ale Jocurilor Olimpice (1976, 1980) în care a câștigat o medalie de aur.